# Доња Дрежница
Доња Дрежница је насељено мјесто града Мостара, Федерација Босне и Херцеговине, БиХ.

## Становништво
По посљедњем службеном попису становништва из 1991. године, насељено мјесто Доња Дрежница имало је 845 становника, сљедећег националног састава:
| Националност       | 1991.        |
| Муслимани          | 692 (81,89%) |
| Хрвати             | 128 (15,14%) |
| Југословени        | 13 (1,53%)   |
| остали и непознато | 12 (1,44%)   |